# کنکیچی اوشیما
کنکیچی اوشیما (انگلیسی: Kenkichi Oshima; ۱۰ نوامبر ۱۹۰۸ – ۳۰ مارس ۱۹۸۵.) ورزشکار دو و میدانی اهل ژاپن بود.
وی در مسابقات کشوری و بین‌المللی در مجموع برندهٔ ۱ مدال برنز شده‌است.